# Oxynoemacheilus bureschi
Oxynoemacheilus bureschi es una especie de peces de la familia Balitoridae en el orden de los Cypriniformes.

## Morfología
• Los machos pueden llegar alcanzar los 6,5 cm de longitud total.

## Distribución geográfica
Se encuentra en Bulgaria, Macedonia del Norte y Grecia (desde el río Vardar hasta el río Vistonis ).

## Hábitat
Es un pez de agua dulce.